# Bureshiella
Bureshiella is een geslacht van vliesvleugeligen uit de familie Encyrtidae. De wetenschappelijke naam van dit geslacht is voor het eerst geldig gepubliceerd in 1983 door Hoffer.

## Soorten
Het geslacht Bureshiella is monotypisch en omvat slechts de volgende soort:
- Bureshiella subplanata Hoffer, 1983